# 親衛隊第3軍
親衛隊第3（日耳曼）裝甲軍（德語：III. (germanisches) SS-Panzerkorps）是武裝親衛隊的一個在第二次世界大戰東線參戰的裝甲軍。儘管其被冠以“日耳曼”的稱號，該軍卻是主要由外籍志願者所組成的。

## 歷任指揮
- 親衛隊上級集團領袖菲利克斯·施坦因納（1943年5月1日 – 1944年10月30日）
- 親衛隊上級集團領袖格奧爾個·克普勒（Georg Keppler，1944年10月30日 – 1945年2月4日）
- 親衛隊上級集團領袖马蒂亚斯·克莱因海斯特坎普（1945年2月4日 – 1945年2月11日）
- 陸軍中將馬丁·恩萊（Martin Unrein，1945年2月11日 – 1945年3月5日）
- 親衛隊上級集團領袖菲利克斯·施坦因納（1945年3月5日 – 1945年5月8日)

## 戰鬥序列
納爾瓦前線  1944年6月15日
- 親衛隊103重戰車營
- 親衛隊“北地”師
- 親衛隊第20武裝擲彈兵師
- 武裝親衛隊第4志願裝甲擲彈兵旅“尼德蘭”

1944年9月16日
- 親衛隊103重戰車營
- 親衛隊第11“北地”志願裝甲擲彈兵師
- 親衛隊第20武裝擲彈兵師
- 親衛隊第23“尼德蘭”志願裝甲擲彈兵師
- 親衛隊第27“蘭格馬克”志願擲彈兵師
- 親衛隊第28“瓦隆”志願擲彈兵師 (僅戰鬥單位)
- 德國陸軍第11步兵師
- 德國陸軍第300步兵師